# Вомбат (Новый Южный Уэльс)
Вомбат — небольшой населённый пункт в австралийском штате Новый Южный Уэльс, с населением около 180 человек.

## История
- 1860 — вблизи города Янг обнаружено золото. В этот район прибыло около 20 000 старателей.
- 1865 — основана деревня Вомбат.
- 1950-е и 1960-е — строительство Олимпийской Дороги (впоследствии — Олимпийское Шоссе, англ. Olympic Highway  (англ.)), проходящего через город.